# Doraiaki

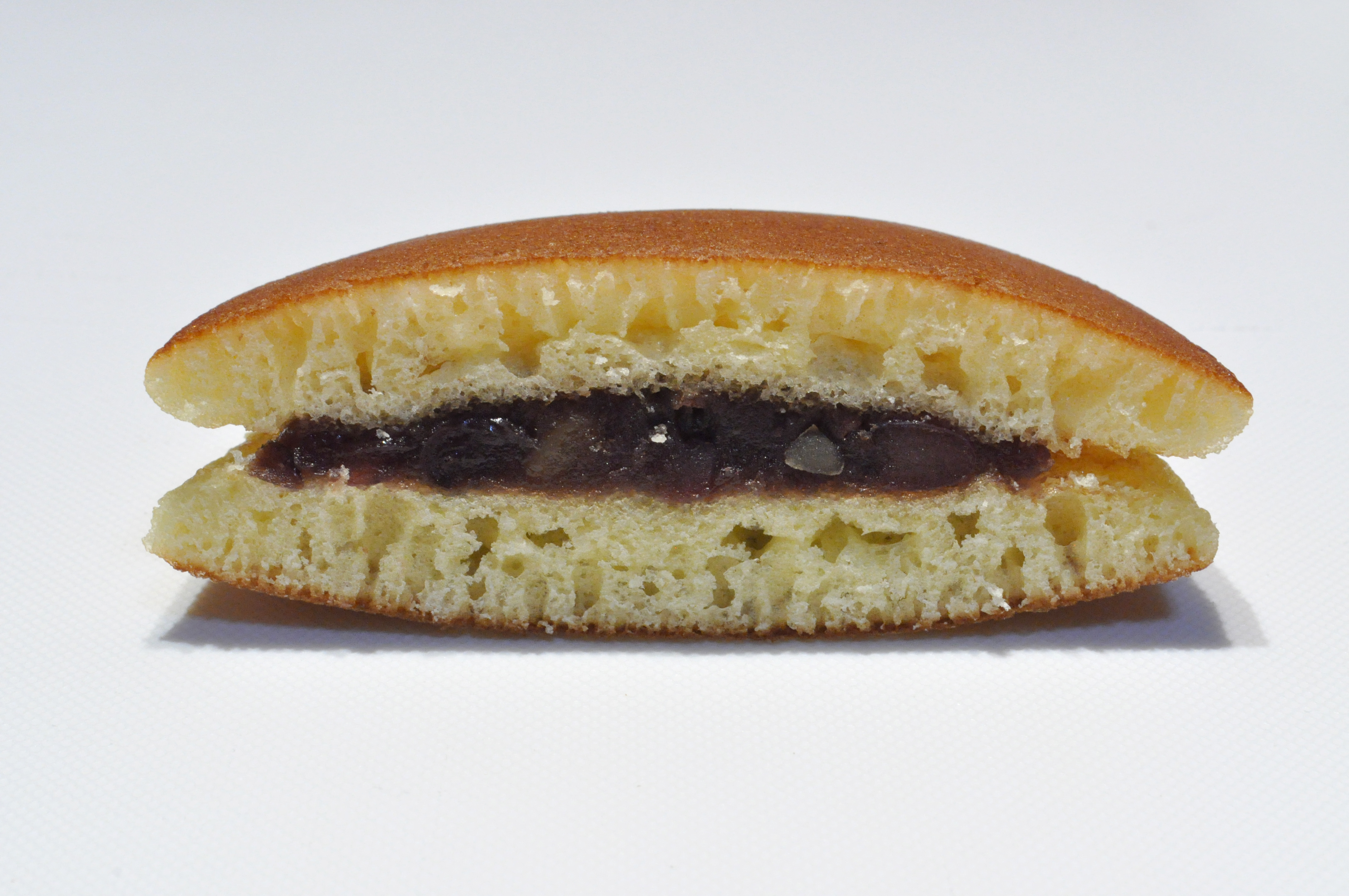
Doraiaki obert.

Un doraiaki o dorayaki (en japonès: どら焼き dorayaki) és un tipus de dolç japonès. Són com dues creps fetes de kasutera, farcits d'anko, que és una mena de pasta de mongeta dolça azuki.

## Etimologia
En japonès dora significa gong, i aquest és probablement l'origen del nom. Normalment estan farcits de pasta de mongeta dolça, però també de castanya. Solen ser l'acompanyament del te.